# PXNDXV Tour
PXNDXV Tour es la quinta gira internacional de conciertos de la banda mexicana Panda en celebración de XV Años de la salida de su Primer álbum de estudio, que fue titulado Arroz con leche el cual salió en septiembre de 2000. La gira inició en el Palacio de los Deportes (Ciudad de México), en un concierto de más de 3 horas.

## Antecedentes
Al inicio de año el sitio de internet Terra Networks publicó una exclusiva en la que la banda querían celebrar la salida de su primer disco de estudio: Arroz con leche con lo que se dijo que la primera fecha tentativa sería el 30 de mayo del presente año, todo se había quedado en un "Posible evento" pero el día 9 de marzo la banda confirmó que sí se realizaría el concierto el próximo 30 de mayo. Por lo que se conoce, la gira PXNDXV Tour durará dos años, y visitará países como de América del Norte. América Central y América del Sur.

## Recepción
La primera fecha fue el 30 de mayo de 2015, con un lleno total en el Palacio de los Deportes. Los boletos se empezaron a vender en preventa el 26 y 27 de marzo, y el 28 de marzo empezó la venta general por medio del sistema de boletaje Ticketmaster. Para el día del evento ya se habían acabado todos.

## Teloneros
- Allison - (30 de mayo de 2015)
- Minerva - (10 y 25 de julio, 24 de octubre, 21 de noviembre de 2015)
- 4 A.M. - (29 y 30 de octubre de 2015)
- Thermo - (20 de noviembre de 2015)
- Charming Liars - (21 de noviembre, 4 y 5 de diciembre de 2015)

## Lista de canciones
| Setlist Palacio de los Deportes y Monterrey |
| --- |
| - Arroz Con Leche 1. Tanto 2. Si Supieras 3. Miércoles 4. Muñeca 5. Buen Día - La revancha del Príncipe Charro 1. Hola! 2. Ando Pedo Y Ella Está Aquí 3. Quisiera No Pensar 4. Maracas (con Ongi) 5. Ya No Jalaba (con Ongi) - Para Ti Con Desprecio 1. Disculpa Los Malos Pensamientos (con Ongi) 2. 3+1 3. Promesas/Decepciones 4. Cuando No Es Como Debiera Ser 5. Cita En El Quirófano - Amantes Sunt Amentes 1. La Estrategia Perdida 2. Procedimientos Para Llegar A Un Común Acuerdo 3. Pathetica 4. Los Malaventurados No Lloran 5. Narcisista Por Excelencia - Poetics 1. Nuestra Aflicción 2. El Cuello Perfecto 3. Adheridos Separados 4. Martirio De Otro 5. Solo A Terceros - MTV Unplugged (Encore) 1. Sistema Sanguíneo Fallido (José Madero solo con ukulele) 2. Feliz Cumpleaños - Bonanza 1. Huésped En Casa Propia 2. Envejecido En Barril De Roble 3. Romance En Re Sostenido 4. Ilusión, Oh Ilusión 5. Aforismos - Sangre Fría 1. Enfermedad En Casa 2. 10 AM 3. Libre Pastoreo 4. Saludos Desde Turquía 5. Usted - Sinfonía Soledad 1. Nunca Nadie Nos Podrá Parar (Gracias) |

| Setlist en las demás ciudades |
| --- |
| - Arroz Con Leche 1. Tanto 2. Si Supieras 3. Miércoles 4. Buen Día - La revancha del Príncipe Charro 1. Hola! 2. Ando Pedo Y Ella Está Aquí 3. Ya No Jalaba - Para Ti Con Desprecio 1. 3+1 2. Cita En El Quirófano 3. Cuando No Es Como Debiera Ser 4. Disculpa Los Malos Pensamientos - Amantes Sunt Amentes 1. Pathetica 2. Los Malaventurados No Lloran 3. Procedimientos Para Llegar A Un Común Acuerdo 4. Narcisista Por Excelencia - Poetics 1. Solo A Terceros 2. Martirio de Otro 3. El Cuello Perfecto 4. Nuestra Aflicción - MTV Unplugged 1. Feliz Cumpleaños - Bonanza (Encore) 1. Huésped En Casa Propia 2. Envejecido En Barril De Roble 3. Romance En Re Sostenido 4. Ilusión, Oh Ilusión - Sangre Fría 1. Enfermedad En Casa 2. Libre Pastoreo 3. Saludos Desde Turquía 4. Usted - Sinfonía Soledad 1. Nunca Nadie Nos Podrá Parar (Gracias) |

## Fechas de la gira
| Fecha                    | Ciudad           | País      | Lugar                                     | Concepto                 |
| ------------------------ | ---------------- | --------- | ----------------------------------------- | ------------------------ |
| 30 de mayo de 2015       | Ciudad de México | México    | Palacio de los Deportes                   | PXNDXV Tour              |
| 13 de junio de 2015      | Monterrey        | México    | Parque Fundidora                          | Machaca Fest 2015        |
| 10 de julio de 2015      | Mérida           | México    | Plaza de Toros                            | PXNDXV Tour              |
| 25 de julio de 2015      | Pachuca          | México    | Auditorio Gota de Plata                   | PXNDXV Tour              |
| 29 de agosto de 2015     | Ciudad de México | México    | Sala de Armas                             | Festival Gimme the Music |
| 9 de septiembre de 2015  | Buenos Aires     | Argentina | Niceto Club                               | PXNDXV Tour              |
| 11 de septiembre de 2015 | La Paz           | Bolivia   | Teatro al aire libre                      | PXNDXV Tour              |
| 12 de septiembre de 2015 | Bogotá           | Colombia  | Teatro Metropol de Bogotá                 | PXNDXV Tour              |
| 26 de septiembre de 2015 | Torreón          | México    | Terraza de la Feria de Torreón 2015       | PXNDXV Tour              |
| 12 de octubre de 2015    | Pachuca          | México    | Teatro del Pueblo                         | Feria Pachuca 2015       |
| 24 de octubre de 2015    | Villahermosa     | México    | Palacio de los Deportes                   | PXNDXV Tour              |
| 29 de octubre de 2015    | Quito            | Ecuador   | Teleférico                                | PXNDXV Tour              |
| 30 de octubre de 2015    | Guayaquil        | Ecuador   | Centro de Convenciones Simón Bolívar      | PXNDXV Tour              |
| 1 de noviembre de 2015   | León             | México    | Instalaciones de la Feria de León         | PXNDXV Tour              |
| 7 de noviembre de 2015   | Ciudad Victoria  | México    | Teatro del pueblo (Feria Tamaulipas 2015) | PXNDXV Tour              |
| 13 de noviembre de 2015  | Morelia          | México    | Palacio del Arte                          | PXNDXV Tour              |
| 14 de noviembre de 2015  | Ciudad Juárez    | México    | Centro de convenciones Cuatro Siglos      | True Fest 2015           |
| 20 de noviembre de 2015  | Monterrey        | México    | Auditorio Banamex                         | PXNDXV Tour              |
| 21 de noviembre de 2015  | Puebla           | México    | Auditorio del CCU BUAP                    | PXNDXV Tour              |
| 28 de noviembre de 2015  | Santiago         | Chile     | Club Hípico                               | Frontera Festival        |
| 4 de diciembre de 2015   | Mexicali         | México    | CEART                                     | PXNDXV Tour              |
| 5 de diciembre de 2015   | Tijuana          | México    | El Foro                                   | PXNDXV Tour              |
| 10 de diciembre de 2015  | Ciudad de México | México    | Bulldog Café                              | Posada                   |
| 20 de febrero de 2016    | Lima             | Perú      | Estadio Universidad San Marcos            | Festival VIVO X EL ROCK  |
| 13 de febrero de 2016    | Oaxaca           | México    | Pista Plaza del Valle                     | PXNDXV Tour              |